# Leroy Dixon
Leroy Dixon (ur. 20 czerwca 1983 w South Bend) – amerykański lekkoatleta specjalizujący się w biegach sprinterskich.

## Sukcesy sportowe
Największy sukces na arenie międzynarodowej odniósł w 2007 r. w Osace, zdobywając spólnie z Darvisem Pattonem, Wallace'em Spearmonem oraz Tysonem Gayem złoty medal mistrzostw świata w biegu sztafetowym 4 x 400 metrów. W 2008 r. uczestniczył w rozegranych w Walencji halowych mistrzostwach świata, nie awansował jednak do finału biegu na 60 metrów (w półfinale zajął 7. miejsce).

## Rekordy życiowe
- bieg na 55 m (hala) – 6,30 – Columbia 19/02/2005
- bieg na 60 m (hala) – 6,56 – Boston 24/02/2008
- bieg na 100 m – 10,02 – Eugene 28/06/2008
- bieg na 200 m – 20,44 – Indianapolis 25/06/2006
- bieg na 200 metrów (hala) – 21,26 – Fayetteville 11/02/2006
- bieg na 400 metrów – 48,47 – Cerritos 21/03/2009